# SN 2006ev
SN 2006ev – supernowa typu Ia odkryta 12 września 2006 roku w galaktyce UGC 11758. W momencie odkrycia miała maksymalną jasność 16,60m.